# 褐底筍螺
褐底筍螺（学名：Duplicaria fictilis）为筍螺科?櫛筍螺屬下的一个种。